# Hymenasplenium rivulare
Hymenasplenium rivulare är en svartbräkenväxtart som först beskrevs av Fraser-jenk., och fick sitt nu gällande namn av Ronald Louis Leo Viane och S.Y.Dong. Hymenasplenium rivulare ingår i släktet Hymenasplenium och familjen Aspleniaceae. Inga underarter finns listade.